# Aéroport de Port Moresby-Jacksons
L'aéroport international Jacksons (code IATA : POM • code OACI : AYPY) est le principal aéroport international de Port Moresby en Papouasie-Nouvelle-Guinée. Situé à 8 km de la ville, c'est le hub principal d'Air Niugini et de Airlines PNG.

## Compagnies aériennes et destinations

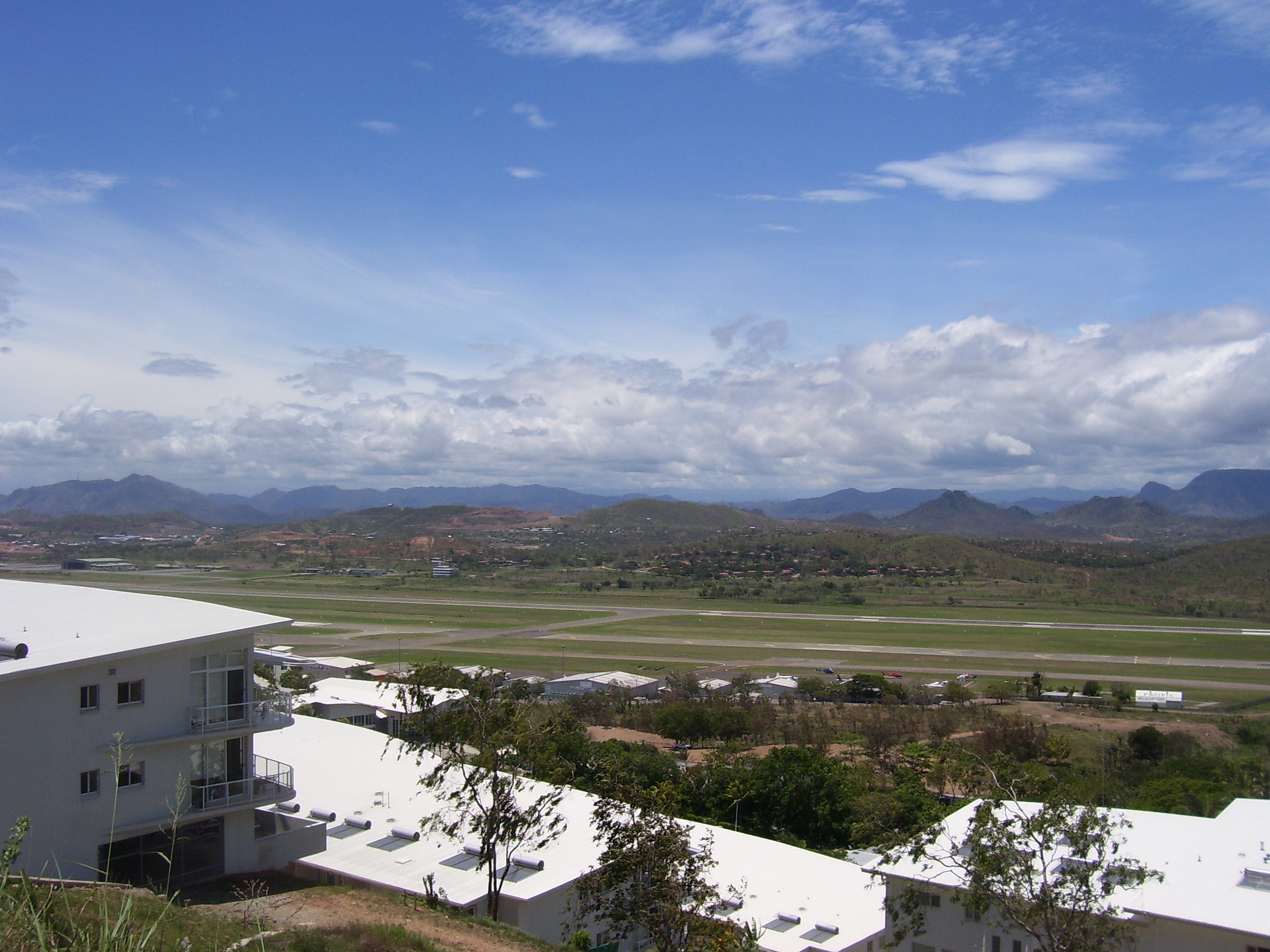
L'aéroport international Jacksons et sa piste en 2013

| Compagnies          | Destinations |
| ------------------- | --- |
| Air Niugini         | - Alotau-Gurney, - Brisbane, - Île Buka, - Cairns, - Chuuk, - Daru (en), - Goroka (en), - Hong Kong, - Honiara, - Hoskins (Kimbe) (en), - Kavieng (en), - Kiunga, - Kundiawa (en), - Lae (Nadzab) (en), - Lihir/Niolam (en), - Île Manus (en), - Madang (en), - Manille-N. Aquino, - Mendi (en), - Mount Hagen (en), - Nadi, - Pohnpei, - Popondetta (en), - Port-Vila Bauerfield, - Rabaul, - Singapour-Changi, - Sydney-K. Smith, - Tabubil (en), - Tari (en), - Tufi (en), - Vanimo (en), - Wapenamanda (en), - Wewak (en) Charter : Yogyakarta-International |
| Fiji Link           | Nadi |
| Philippine Airlines | Manille-N. Aquino |
| PNG Air             | - Alotau-Gurney, - Cairns, - Daru (en), - Goroka (en), - Hoskins (Kimbe) (en), - Kiunga, - Lae (Nadzab) (en), - Lihir/Niolam (en), - Losuia (en), - Madang (en), - Île Misima (en), - Moro (en), - Mount Hagen (en), - Popondetta (en), - Rabaul, - Tabubil (en), - Tufi (en), - Wewak (en) |
| Qantas              | Brisbane |
| QantasLink          | Cairns |

Édité le 28/03/2021

## Situation
| Alotau Awaba Baimuru Balimo Bosset Buka Bulolo Daru Efogi Fane Goroka Hoskins Itokama Kagi Kamusi Kavieng Kerema Kikori Kiunga, Kokoda Lihir Kundiawa Lae Lac Murray Lorengau Losuia Madang Manari Mendi Milei Île Misima Moro Mount Hagen Nomad River Obo Ononge Popondetta Port Moresby Rabaul Sasereme Suki Tabubil Tapini Tari Tufi Vanimo Wabo Wanigela Wapenamanda Wewak Wipim Woitape |